# European Championships 2018/Teilnehmer (Armenien)
| Gelbes Symbol für Goldmedaillen mit stilisierten Olympischen Ringen | Graues Symbol für Silbermedaillen mit stilisierten Olympischen Ringen | Braundes Symbol für Bronzemedaillen mit stilisierten Olympischen Ringen |
| ------------------------------------------------------------------- | --------------------------------------------------------------------- | ----------------------------------------------------------------------- |
| —                                                                   | —                                                                     | 1                                                                       |

Armenien nahm an den European Championships 2018 in Glasgow und Berlin teil.

## Medaillen

### Medaillenspiegel
| Rang   | Sportart       | Goldmedaille – Olympiasieger | Silbermedaille – 2. Platz | Bronzemedaille – 3. Platz | Gesamt |
| ------ | -------------- | ---------------------------- | ------------------------- | ------------------------- | ------ |
| 1      | Wasserspringen | —                            | —                         | 1                         | 1      |
| Gesamt | Gesamt         | 0                            | 0                         | 1                         | 1      |

### Medaillengewinner

#### Bronze
| Name                              | Sportart       | Wettkampf             |
| --------------------------------- | -------------- | --------------------- |
| Wladimir Harutjunjan Lew Sargsjan | Wasserspringen | 10 m Synchronspringen |

## Teilnehmer nach Sportarten

### Leichtathletik
Laufen
| Athleten            | Wettbewerb       | Vorlauf     | Vorlauf | Finale        | Finale        | Rang |
| Athleten            | Wettbewerb       | Zeit        | Rang    | Zeit          | Rang          | Rang |
| ------------------- | ---------------- | ----------- | ------- | ------------- | ------------- | ---- |
| Männer              |                  |             |         |               |               |      |
| Jerwand Mkrttschjan | 3000 m Hindernis | 8:50,35 min | 12      | ausgeschieden | ausgeschieden | 24   |

 Springen und Werfen 
| Athleten       | Wettbewerb | Qualifikation | Qualifikation | Finale        | Finale        | Rang |
| Athleten       | Wettbewerb | Weite/Höhe    | Rang          | Weite/Höhe    | Rang          | Rang |
| -------------- | ---------- | ------------- | ------------- | ------------- | ------------- | ---- |
| Männer         |            |               |               |               |               |      |
| Lewon Aghasjan | Dreisprung | 16,34 m       | 8             | ausgeschieden | ausgeschieden | 14   |

### Radsport

#### Bahn
Scratch und Ausscheidungsrennen
| Athleten        | Wettbewerb | Rang |
| --------------- | ---------- | ---- |
| Männer          |            |      |
| Edgar Stepanyan | Scratch    | 19   |

Mehrkampf
| Athleten        | 10 km Temporennen | 10 km Temporennen | Punkte- fahren | Punkte- fahren | Ausscheidungsfahren | Ausscheidungsfahren | Scratch | Scratch | Punkte | Rang |
| Athleten        | Punkte            | Rang              | Punkte         | Rang           | Punkte              | Rang                | Punkte  | Rang    | Punkte | Rang |
| --------------- | ----------------- | ----------------- | -------------- | -------------- | ------------------- | ------------------- | ------- | ------- | ------ | ---- |
| Omnium Männer   |                   |                   |                |                |                     |                     |         |         |        |      |
| Edgar Stepanyan | 8                 | 17                | −19            | 18             | 2                   | 20                  | 6       | 18      | −3     | 20   |

Punkterennen und Zweier-Mannschaftsfahren
| Athleten        | Wettbewerb   | Finale | Finale | Rang |
| Athleten        | Wettbewerb   | Punkte | Rang   | Rang |
| --------------- | ------------ | ------ | ------ | ---- |
| Männer          |              |        |        |      |
| Edgar Stepanyan | Punkterennen | 49     | 8      | 8    |

### Schwimmen
| Athleten            | Wettbewerb          | Vorlauf     | Vorlauf | Halbfinale    | Halbfinale    | Finale        | Finale        | Rang          |
| Athleten            | Wettbewerb          | Zeit        | Rang    | Zeit          | Rang          | Zeit          | Rang          | Rang          |
| ------------------- | ------------------- | ----------- | ------- | ------------- | ------------- | ------------- | ------------- | ------------- |
| Frauen              |                     |             |         |               |               |               |               |               |
| Ani Poghosyan       | 50 m Freistil       | DNS         | DNS     | ausgeschieden | ausgeschieden | ausgeschieden | ausgeschieden | ausgeschieden |
| Ani Poghosyan       | 100 m Freistil      | 59,48 s     | 1       | ausgeschieden | ausgeschieden | ausgeschieden | ausgeschieden | 46            |
| Ani Poghosyan       | 50 m Rücken         | 33,05 s     | 3       | ausgeschieden | ausgeschieden | ausgeschieden | ausgeschieden | 49            |
| Ani Poghosyan       | 50 m Schmetterling  | 29,85 s     | 4       | ausgeschieden | ausgeschieden | ausgeschieden | ausgeschieden | 42            |
| Männer              |                     |             |         |               |               |               |               |               |
| Artur Barseghjan    | 50 m Freistil       | 23,57 s     | 3       | ausgeschieden | ausgeschieden | ausgeschieden | ausgeschieden | 54            |
| Artur Barseghjan    | 100 m Freistil      | 51,54 s     | 3       | ausgeschieden | ausgeschieden | ausgeschieden | ausgeschieden | 67            |
| Artur Barseghjan    | 50 m Schmetterling  | 24,86 s     | 1       | ausgeschieden | ausgeschieden | ausgeschieden | ausgeschieden | 54            |
| Ruben Gharibyan     | 50 m Freistil       | 26,07 s     | 2       | ausgeschieden | ausgeschieden | ausgeschieden | ausgeschieden | 65            |
| Ruben Gharibyan     | 100 m Freistil      | 57,53 s     | 7       | ausgeschieden | ausgeschieden | ausgeschieden | ausgeschieden | 83            |
| Ruben Gharibyan     | 50 m Schmetterling  | 27,63 s     | 7       | ausgeschieden | ausgeschieden | ausgeschieden | ausgeschieden | 64            |
| Ruben Gharibyan     | 100 m Schmetterling | 1:02,02 min | 1       | ausgeschieden | ausgeschieden | ausgeschieden | ausgeschieden | 58            |
| Vladimir Mamikonyan | 50 m Freistil       | 23,87 s     | 1       | ausgeschieden | ausgeschieden | ausgeschieden | ausgeschieden | 60            |
| Vladimir Mamikonyan | 100 m Freistil      | 53,89 s     | 1       | ausgeschieden | ausgeschieden | ausgeschieden | ausgeschieden | 76            |
| Wahan Mchitarjan    | 50 m Freistil       | 23,59 s     | 4       | ausgeschieden | ausgeschieden | ausgeschieden | ausgeschieden | 55            |
| Wahan Mchitarjan    | 100 m Freistil      | DNS         | DNS     | ausgeschieden | ausgeschieden | ausgeschieden | ausgeschieden | ausgeschieden |

### Turnen
| Athleten                                                                            | Wettbewerb | Qualifikation | Qualifikation | Finale        | Finale        | Rang |
| Athleten                                                                            | Wettbewerb | Punkte        | Rang          | Punkte        | Rang          | Rang |
| ----------------------------------------------------------------------------------- | ---------- | ------------- | ------------- | ------------- | ------------- | ---- |
| Männer                                                                              |            |               |               |               |               |      |
| Artur Davtyan                                                                       | Boden      | 11,233        | 89            | ausgeschieden | ausgeschieden | 89   |
| Artur Davtyan                                                                       | Seitpferd  | 14,500        | 9             | DNS (Reserve) | DNS (Reserve) | 9    |
| Artur Davtyan                                                                       | Ringe      | 12,933        | 45            | ausgeschieden | ausgeschieden | 45   |
| Artur Davtyan                                                                       | Sprung     | 12,833        | 24            | ausgeschieden | ausgeschieden | 24   |
| Artur Davtyan                                                                       | Barren     | 13,700        | 27            | ausgeschieden | ausgeschieden | 27   |
| Artur Davtyan                                                                       | Reck       | 10,866        | 81            | ausgeschieden | ausgeschieden | 81   |
| Harutjun Merdinjan                                                                  | Seitpferd  | 13,433        | 29            | ausgeschieden | ausgeschieden | 29   |
| Harutjun Merdinjan                                                                  | Barren     | 11,300        | 88            | ausgeschieden | ausgeschieden | 88   |
| Wigen Chatschatrjan                                                                 | Boden      | 13,300        | 39            | ausgeschieden | ausgeschieden | 39   |
| Wigen Chatschatrjan                                                                 | Seitpferd  | 12,500        | 63            | ausgeschieden | ausgeschieden | 63   |
| Wigen Chatschatrjan                                                                 | Barren     | 12,633        | 68            | ausgeschieden | ausgeschieden | 68   |
| Wigen Chatschatrjan                                                                 | Reck       | 12,100        | 61            | ausgeschieden | ausgeschieden | 61   |
| Artur Tovmasyan                                                                     | Ringen     | 14,333        | 15            | ausgeschieden | ausgeschieden | 15   |
| Artur Tovmasyan                                                                     | Reck       | 10,133        | 87            | ausgeschieden | ausgeschieden | 87   |
| Vahagn Davtyan                                                                      | Boden      | 12,466        | 66            | ausgeschieden | ausgeschieden | 66   |
| Vahagn Davtyan                                                                      | Ringe      | 14,833        | 4             | 14,566        | 5             | 5    |
| Artur Davtyan Harutjun Merdinjan Wigen Chatschatrjan Artur Tovmasyan Vahagn Davtyan | Mannschaft | 229,996       | 18            | ausgeschieden | ausgeschieden | 18   |

### Wasserspringen
| Athleten                              | Wettbewerb            | Qualifikation | Qualifikation | Finale        | Finale        | Rang   |
| Athleten                              | Wettbewerb            | Punkte        | Rang          | Punkte        | Rang          | Rang   |
| ------------------------------------- | --------------------- | ------------- | ------------- | ------------- | ------------- | ------ |
| Männer                                |                       |               |               |               |               |        |
| Wardan Bajandurjan                    | 10 m Turm             | 248,25        | 16            | ausgeschieden | ausgeschieden | 16     |
| Lew Sargsjan                          | 10 m Turm             | 429,90        | 6             | 437,30        | 7             | 7      |
| Asat Harutjunjan Wladimir Harutjunjan | 3 m Synchronspringen  | –             | –             | 335,22        | 8             | 8      |
| Wladimir Harutjunjan Lew Sargsjan     | 10 m Synchronspringen | –             | –             | 396,84        | 3             | Bronze |

## Weblink
- offizielle European Championship Website